# Campeonato Femenino Sub-20 de la Concacaf de 2018
El Campeonato Femenino Sub-20 de la Concacaf de 2018 fue la IX edición del torneo, que se disputó, Trinidad y Tobago fue sede del campeonato sub-20 femenino de CONCACAF; los tres primeros lugares consiguieron la clasificación a la Copa Mundial Femenina de Fútbol Sub-20 de 2018 en Francia.
La eliminatoria Trinidad y Tobago 2018 se jugó con dos grupos de cuatro selecciones, los dos primeros lugares avanzarán a la ronda de semifinales, en esta instancia los vencedores jugaron la final del Premundial y avanzarón de forma directa a la Copa Mundial Femenina Francia 2018, que se desarrolló a mediados del mismo año.
Las selecciones que perdieron en la ronda de semifinales, disputaron el partido por el tercer lugar y el ganador, de igual forma, participó en el certamen mundialista.

## Fase final

### Equipos participantes
| CFU - Trinidad y Tobago (sede) - Jamaica - Haití |  | UNCAF - Costa Rica - Nicaragua |  | Clasificados automáticamente - Canadá - Estados Unidos - México |

#### Grupo A
| Equipo            | Pts | PJ | PG | PE | PP | GF | GC | Dif |
| ----------------- | --- | -- | -- | -- | -- | -- | -- | --- |
| Canadá            | 9   | 3  | 3  | 0  | 0  | 11 | 2  | 9   |
| Haití             | 6   | 3  | 2  | 0  | 1  | 6  | 8  | -2  |
| Costa Rica        | 3   | 3  | 1  | 0  | 2  | 5  | 7  | -2  |
| Trinidad y Tobago | 0   | 3  | 0  | 0  | 3  | 4  | 9  | -5  |

| 18 de enero de 2018, 16:00 | Costa Rica  | 1:3 (1:0) | Canadá                         | Ato Boldon Stadium, Couva, Trinidad y Tobago |                         |
|                            | Estrada 28' | Reporte   | - Huitema 50', 66' - Carle 57' | Árbitra: Tatiana Guzmán                      | Árbitra: Tatiana Guzmán |

| 18 de enero de 2018, 18:30 | Trinidad y Tobago            | 2:3 (2:2) | Haití                    | Ato Boldon Stadium, Couva, Trinidad y Tobago |                             |
|                            | - D. Prince 3' - Johnson 11' | Reporte   | Mondésir 26', 45+2', 54' | Árbitra: Ekaterina Koroleva                  | Árbitra: Ekaterina Koroleva |

| 20 de enero de 2018, 16:00 | Haití                                          | 3:2 (3:0) | Costa Rica                   | Ato Boldon Stadium, Couva, Trinidad y Tobago |                      |
|                            | - Éloissaint 5' - Nicolas 32' - Dumornay 45+4' | Reporte   | - D. Coto 61' - Corrales 74' | Árbitra: Mirian León                         | Árbitra: Mirian León |

| 20 de enero de 2018, 18:30 | Canadá                                    | 4:1 (1:1) | Trinidad y Tobago | Ato Boldon Stadium, Couva, Trinidad y Tobago |                         |
|                            | - Huitema 9', 51', 87' - Carle 67' (pen.) | Reporte   | A. Prince 3'      | Árbitra: Melissa Borjas                      | Árbitra: Melissa Borjas |

| 22 de enero de 2018, 16:00 | Haití | 0:4 (0:3) | Canadá                            | Ato Boldon Stadium, Couva, Trinidad y Tobago |                        |
|                            |       | Reporte   | - Flynn 5', 7', 18' - Boychuk 81' | Árbitra: Melissa Pérez                       | Árbitra: Melissa Pérez |

| 22 de enero de 2018, 18:30 | Trinidad y Tobago | 1:2 (1:0) | Costa Rica                                | Ato Boldon Stadium, Couva, Trinidad y Tobago |                             |
|                            | D. Prince 38'     | Reporte   | - F. Villalobos 47' (pen.) - Corrales 57' | Árbitra: Ekaterina Koroleva                  | Árbitra: Ekaterina Koroleva |

#### Grupo B
| Equipo         | Pts | PJ | PG | PE | PP | GF | GC | Dif |
| -------------- | --- | -- | -- | -- | -- | -- | -- | --- |
| Estados Unidos | 9   | 3  | 3  | 0  | 0  | 6  | 2  | 4   |
| México         | 6   | 3  | 2  | 0  | 1  | 7  | 2  | 5   |
| Nicaragua      | 1   | 3  | 0  | 1  | 2  | 2  | 6  | -4  |
| Jamaica        | 1   | 3  | 0  | 1  | 2  | 3  | 8  | -5  |

| 19 de enero de 2018, 16:00 | México                                                     | 4:0 (2:0) | Jamaica | Ato Boldon Stadium, Couva, Trinidad y Tobago |                             |
|                            | - Ovalle 26' - Martínez 33' - Dennis 55' (a.g.) - Cruz 79' | Reporte   |         | Árbitra: Carol Anne Chenard                  | Árbitra: Carol Anne Chenard |

| 19 de enero de 2018, 18:30 | Estados Unidos              | 2:0 (1:0) | Nicaragua | Ato Boldon Stadium, Couva, Trinidad y Tobago |                         |
|                            | - Torres 17' - Kuhlmann 53' | Reporte   |           | Árbitra: Crystal Sobers                      | Árbitra: Crystal Sobers |

| 21 de enero de 2018, 16:00 | Nicaragua | 0:2 (0:1) | México                   | Ato Boldon Stadium, Couva, Trinidad y Tobago |                         |
|                            |           | Reporte   | - Cázares 16' - Cruz 74' | Árbitra: Astrid Gramajo                      | Árbitra: Astrid Gramajo |

| 21 de enero de 2018, 18:30 | Jamaica      | 1:2 (0:1) | Estados Unidos           | Ato Boldon Stadium, Couva, Trinidad y Tobago |                             |
|                            | Matthews 88' | Reporte   | - Smith 42' - Howell 89' | Árbitra: Carol Anne Chenard                  | Árbitra: Carol Anne Chenard |

| 23 de enero de 2018, 16:00 | Estados Unidos          | 2:1 (2:0) | México       | Ato Boldon Stadium, Couva, Trinidad y Tobago |                         |
|                            | - Kim 30' - Sanchez 39' | Reporte   | Martínez 75' | Árbitra: Tatiana Guzmán                      | Árbitra: Tatiana Guzmán |

| 23 de enero de 2018, 18:30 | Nicaragua                           | 2:2 (1:1) | Jamaica                     | Ato Boldon Stadium, Couva, Trinidad y Tobago |                         |
|                            | - Gilday 23' (pen.) - Y. Flores 82' | Reporte   | - Adamolekun 6' - Grant 64' | Árbitra: Crystal Sobers                      | Árbitra: Crystal Sobers |

### Fase Final
|  | Semifinales         | Semifinales         |       |       | Final               | Final               |  |
|  | 26 de enero de 2018 | 26 de enero de 2018 |       |       | 28 de enero de 2018 | 28 de enero de 2018 |  |
|  |                     |                     |       |       |                     |                     |  |
|  |                     |                     |       |       |                     |                     |  |
|  | Estados Unidos (p.) | 1 (3)               |       |       |                     |                     |  |
|  | Haití               | 1 (0)               |       |       |                     |                     |  |
|  |                     |                     |       |       |                     |                     |  |
|  |                     |                     |       |       |                     |                     |  |
|  |                     |                     |       |       | Estados Unidos      | 1 (2)               |  |
|  |                     | México (p.)         | 1 (4) |       |                     |                     |  |
|  |                     |                     |       |       |                     |                     |  |
|  |                     |                     |       |       |                     |                     |  |
|  |                     |                     |       |       | Tercer lugar        |                     |  |
|  |                     |                     |       |       |                     |                     |  |
|  | Canadá              | 1 (3)               |       | Haití | 1                   |                     |  |
|  | México (p.)         | 1 (4)               |       |       | Canadá              | 0                   |  |

#### Semifinales
| 26 de enero de 2018, 15:30 | Estados Unidos                    | 1:1 (0:0) (3:0 p.)         | Haití                              | Ato Boldon Stadium, Couva, Trinidad y Tobago |                         |
|                            | Howell 76'                        | Reporte                    | Mondésir 90+2'                     | Árbitra: Melissa Borjas                      | Árbitra: Melissa Borjas |
|                            |                                   | Tiros desde el punto penal |                                    |                                              |                         |
|                            | - Smith - Torres - Howell - Morse |                            | - Mondésir - Dumornay - Éloissaint |                                              |                         |

| 26 de enero de 2018, 18:30 | Canadá                                     | 1:1 (0:1) (3:4 p.)         | México                                           | Ato Boldon Stadium, Couva, Trinidad y Tobago |                         |
|                            | Carle 80'                                  | Reporte                    | López 34'                                        | Árbitra: Crystal Sobers                      | Árbitra: Crystal Sobers |
|                            |                                            | Tiros desde el punto penal |                                                  |                                              |                         |
|                            | - Young - Regan - Carle - Grosso - Huitema |                            | - Martínez - Rodríguez - García - López - Juárez |                                              |                         |

#### Tercer lugar
| 28 de enero de 2018, 14:00 | Haití     | 1:0 (1:0) | Canadá | Ato Boldon Stadium, Couva, Trinidad y Tobago |                             |
|                            | Jeudy 18' | Reporte   |        | Árbitra: Ekaterina Koroleva                  | Árbitra: Ekaterina Koroleva |

#### Final
| 28 de enero de 2018, 17:00 | Estados Unidos                              | 1:1 (1:1, 0:1) (t. s.)(2:4 p.) | México                                           | Ato Boldon Stadium, Couva, Trinidad y Tobago |                             |
|                            | Davidson 49'                                | Reporte                        | Cázares 33'                                      | Árbitra: Carol-Anne Chenard                  | Árbitra: Carol-Anne Chenard |
|                            |                                             | Tiros desde el punto penal     |                                                  |                                              |                             |
|                            | - Pinto - I. Rodriguez - Pickett - Davidson |                                | - Martínez - Rodríguez - López - Villegas - Cruz |                                              |                             |

|                            |
| Bandera de México          |
| Campeón México 1.er título |

## Clasificadas aFrancia 2018
| Bandera de México | Bandera de Estados Unidos | Bandera de Haití |
| México            | Estados Unidos            | Haití            |

## Premios
| Premio        |  | Jugadora       | Selección |
| ------------- |  | -------------- | --------- |
| Balón de Oro  |  | Miriam García  | México    |
| Bota de Oro   |  | Jordyn Huitema | Canadá    |
| Guante de Oro |  | Emily Alvarado | México    |

| Premio                                |  | Selección |
| ------------------------------------- |  | --------- |
| Premio al Juego Limpio de la CONCACAF |  | México    |